# Bataille de la mer de Bismarck
Seconde Guerre mondiale, 
Guerre du Pacifique
Batailles
- Rabaul
- 1re Salamaua-Lae
- Mer de Corail
- Piste Kokoda
- Baie de Milne
- Goodenough
- Buna-Gona-Sanananda
- Lilliput
- Merauke

- Wau
- Mer de Bismarck
- I-Go
- 2e Salamaua-Lae
- Chronicle
- Monts Finisterre
- Bougainville
- Bombardement de Wewak
- Péninsule de Huon
- Nouvelle-Bretagne
- Bombardement de Rabaul

- Neutralisation de Rabaul
- Îles de l'Amirauté
- Emirau
- Take Ichi
- Nouvelle-Guinée occidentale

La bataille de la mer de Bismarck est une bataille en mer de Bismarck dans le sud-ouest du Pacifique, durant la Seconde Guerre mondiale, dans laquelle des avions alliés de la 5th USAAF américaine et de la Royal Australian Air Force (RAAF), attaquèrent un convoi de navires japonais emmenant des troupes à Lae en Nouvelle-Guinée du 2 au 4 mars 1943. La majeure partie du convoi fut détruite et les pertes des troupes japonaises extrêmement élevées.

## Contexte
Le 23 décembre 1942, le haut commandement japonais décide de transférer près de 100 000 hommes depuis la Chine et le Japon vers Lae en Nouvelle-Guinée pour augmenter les forces sur place. Ceci permettrait alors aux Japonais de limiter les effets de leur défaite à la bataille de Guadalcanal, dont l'évacuation est ordonnée pour la semaine suivante. Les troupes sont nécessaires près de Lae où l'offensive alliée est attendue. 
Déplacer une si grosse force est un défi pour les capacités maritimes japonaises, mais le haut commandement considère que c'est une nécessité militaire. À la fin février 1943, les 20e et 41e divisions sont transportées sans problème à Wewak. Plus tard, la 51e division doit être transportée de l'importante base japonaise de Rabaul à Lae, une opération périlleuse car la capacité aérienne alliée dans cette zone est très importante, en particulier dans le détroit de Vitiaz que les navires doivent franchir.
Le convoi assemblé pour cette expédition comprend huit destroyers et huit transports de troupes ainsi qu'une escorte aérienne d'une centaine de chasseurs. Le 28 février, il quitte le port Simpson à Rabaul. L'officier commandant la 51e division, le lieutenant-général Hidemitsu Nakano, est à bord du destroyer Yukikaze, tandis que le contre-amiral Kiruma Masatomi, chef des opérations, se trouve à bord du transport de troupe Desron 3.
Les forces aériennes alliées, dépendant du commandant aérien de la zone Sud-Ouest du Pacifique, le major-général George Kenney, et basées sur le territoire occupé par les Alliés en Nouvelle-Guinée, sont prêtes pour une telle éventualité ; en particulier, les équipages des B-25 Mitchell de l'USAAF et des Beaufighter de la RAAF spécialement modifiés, qui se sont entraînés à l'attaque de navires. Les équipages de B-25 ont développé une nouvelle technique baptisée « skip bombing (en) » : ils volent vers leurs cibles à très basse altitude (quelques dizaines de mètres au-dessus de la mer), puis lâchent leurs bombes qui rebondissent alors à la surface de l'eau.

## Bataille
Le convoi, se déplaçant à une vitesse maximale de sept nœuds, n'est pas détecté pendant plusieurs jours à cause de la tempête tropicale qui a balayé les îles Salomon et Bismarck entre le 27 février et le 1er mars. Cependant vers 15 heures le 1er mars, l'équipage d'un bombardier B-24 Liberator en patrouille remarque le convoi au nord du cap Hollman. Les bombardiers lourds américains sont envoyés sur place mais échouent à retrouver le convoi.
Vers 10 heures le 2 mars, un autre Liberator trouve le convoi et le ciel sans nuage permet plusieurs vols de B-17 Flying Fortress qui attaquent et coulent trois navires marchands dont le Kyokusei Maru. Un B-17 est sérieusement endommagé par un chasseur Mitsubishi A6M Zero basé en Nouvelle-Bretagne et l'équipage est obligé de sauter en parachute. Le pilote japonais mitraille alors quelques-uns des membres d'équipage pendant leur descente et en attaque d'autres alors qu'ils sont dans l'eau.
Sur les 1 500 soldats transportés par le Kyokusei Maru, 800 sont secourus par les destroyers Yukikaze et Asagumo. Ces deux bâtiments procèdent au débarquement des survivants à Lae, ils rejoignent le convoi le jour suivant. Le convoi sans le transport de troupes et les destroyers est de nouveau attaqué dans l'après-midi, l'un des transports de troupes subit alors des dégâts mineurs.
Des hydravions PBY Catalina du Squadron RAAF No. 11 continuent de suivre et de bombarder occasionnellement le convoi pendant la nuit du 2 mars et vers 4 heures le 3 mars, quand le convoi entre dans le rayon d'action de la base aérienne de la baie de Milne, des bombardiers-torpilleurs Bristol Beaufort du Squadron RAAF No. 100 décollent, mais à cause du mauvais temps seuls deux appareils trouvent le convoi et aucun ne peut atteindre sa cible.
Le convoi contourne alors la péninsule de Huon, entrant dans une zone où les conditions atmosphériques sont bonnes. Une force constituée de 90 appareils alliés décolle de Port Moresby et se dirige vers le cap Ward Hunt ; simultanément 22 Douglas Boston de la RAAF mettent hors de combat la base des chasseurs japonais de Lae, réduisant la couverture aérienne du convoi. Les attaques se poursuivent tout au long de la journée.
À 10 heures, 13 B-17 atteignent le convoi et le bombardent à moyenne altitude, causant la dispersion des navires et prolongeant le voyage.
Ensuite 13 Bristol Beaufighter du Squadron RAAF No. 30 approchent le convoi à basse altitude, pour donner l'impression d'être des Beaufort effectuant une attaque à la torpille. Les navires se tournent alors face à eux permettant alors aux Beaufighter d'infliger le maximum de dégâts  aux canons anti-aériens des navires, au pont et à l'équipage durant les passes de straffing avec leurs quatre canons de 20 mm et leurs six mitrailleuses de 7,7 mm.

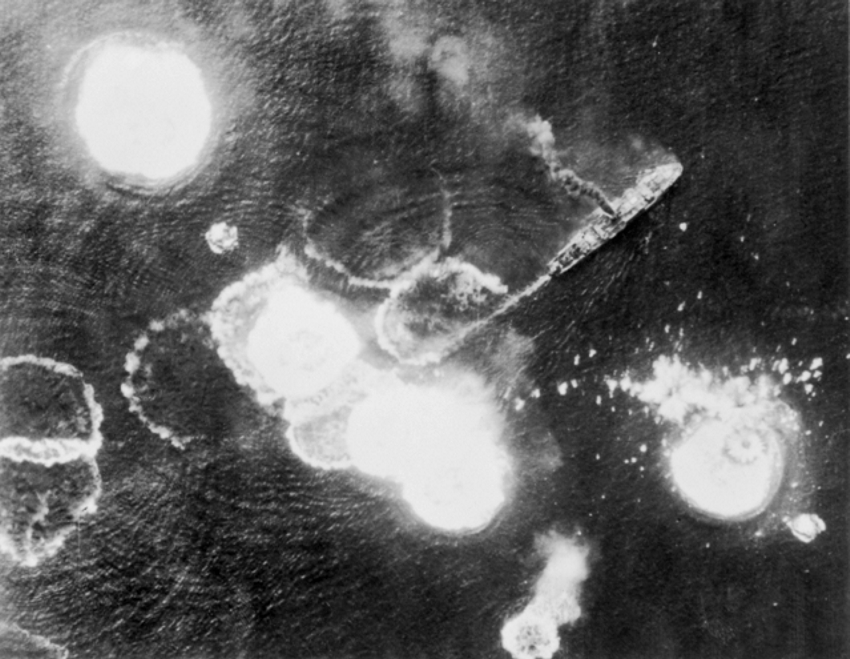
Transport de troupe japonais subissant une attaque aérienne dans la mer de Bismarck le 3 mars 1943.

Immédiatement après, 13 B-25 bombardent les navires à une altitude de 760 m (2 500 ft). Puis 12 B-25 effectuent une attaque « skip bombing », revendiquant 17 coups au but. À ce moment, la moitié des transports de troupes sont coulés ou en train de couler. Comme les Beaufighter et les Mitchell n'avaient plus de munitions, quelques A-20 se joignent à l'attaque. Encore cinq coups au but sont revendiqués par des B-17 attaquant à haute altitude.
Pendant les attaques de navires, la couverture aérienne est effectuée par 28 P-38 Lightning américains qui abattent 20 chasseurs japonais pour la perte de seulement trois appareils. Pendant l'après-midi, les attaques des B-25 et des Boston se poursuivent.
Les sept transports de troupe restants sont coulés à environ 100 km au sud-est de Finschhafen, de même que les destroyers Shirayuki, Arashio et Tokitsukaze. Les quatre destroyers restants récupèrent autant de survivants que possible avant de remettre le cap sur Rabaul. Un cinquième destroyer, l'Asagumo, est coulé lors d'une attaque ultérieure alors qu'il récupère les survivants de l'Arashio.
Suivant les ordres de Kenney, du 3 mars dans l'après-midi au 5 mars, les appareils de patrouille alliés attaquent les navires de sauvetage japonais, ainsi que des survivants des navires coulés, sur des radeaux de sauvetage et nageant ou flottant dans l'eau.

## Conséquences
La bataille est un désastre pour les Japonais. Sur les 6 900 hommes nécessaires en Nouvelle-Guinée, seuls 800 atteignent réellement Lae. Le Mémorial australien de la guerre estime que 2 890 soldats et marins japonais sont morts lors de cette bataille.
Douglas MacArthur déclare dans un communiqué « A merciful providence guarded us in this great victory. » Il utilisa cette victoire pour demander cinq divisions supplémentaires et 1 800 avions en préparation de son débarquement dans le Nord de la Nouvelle-Guinée.